# Aéroport de Sarrebruck
L'aéroport de Sarrebruck (allemand : Flughafen Saarbrücken) (code IATA : SCN • code OACI : EDDR) est un aéroport allemand situé à environ  9 km du centre-ville de Sarrebruck, dans la Sarre. Il est géré par la Flughafen Saarbrücken GmbH. En 2013, l'aéroport a enregistré le passage de 405 265 passagers.

## Historique

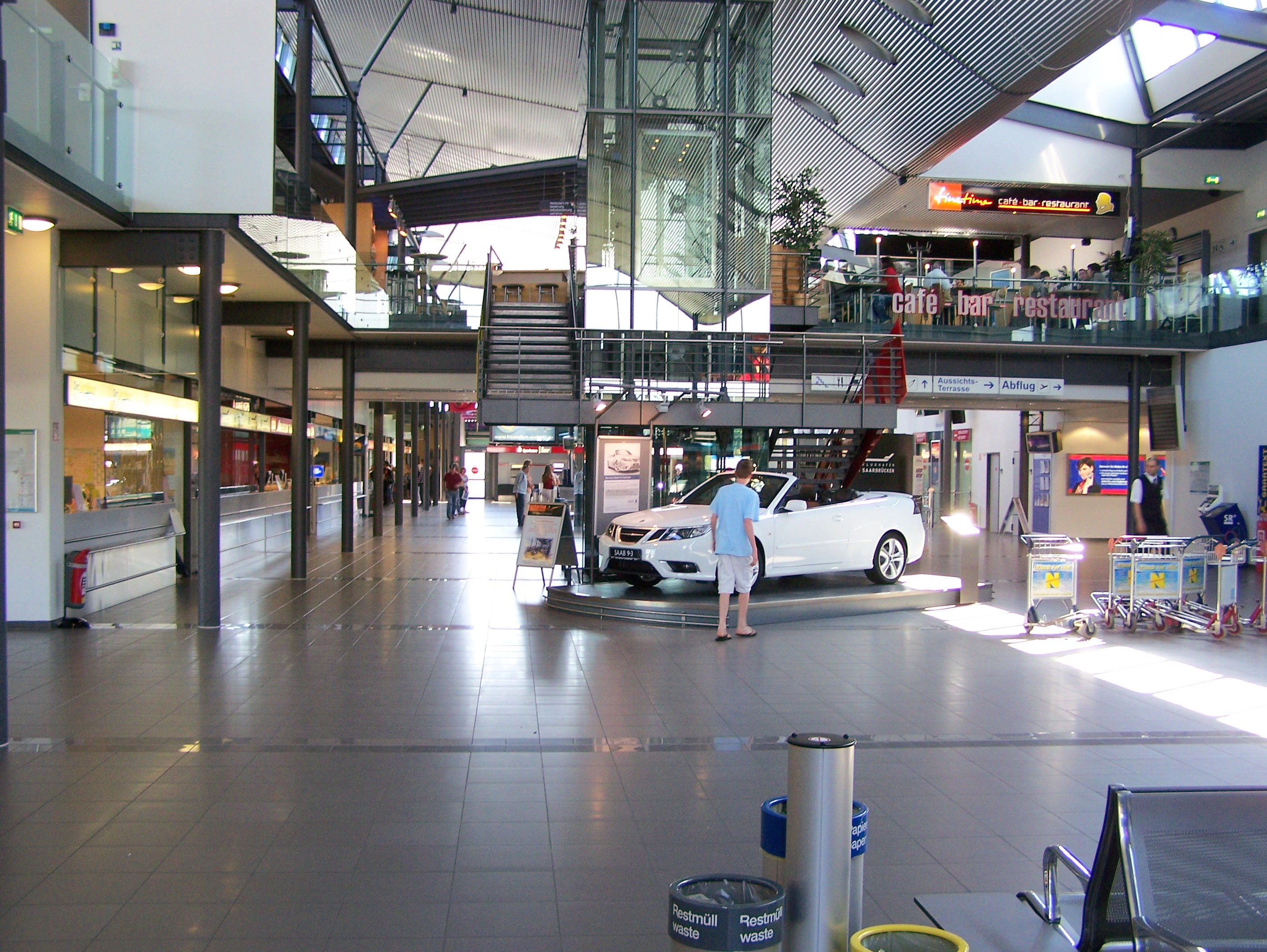
Le terminal de l'aéroport de Sarrebruck.

Le 17 septembre 1928 ouvrait l'aéroport de Sarrebruck-St Arnual avec la ligne Lufthansa Francfort-Sarrebruck-Paris avec un appareil de la « Lufthansa » venant de Francfort et une machine de la compagnie française "Compagnie Farman" venant de Paris. L'année suivante, cette ligne a été étendue à Berlin. En juillet 1929 ouvre une ligne Budapest - Vienne - Munich - Karlsruhe - Sarrebruck - Paris, ainsi que des lignes vers Düsseldorf et Cologne. Le trafic ne se faisait que du 1er mai jusqu'au 31 octobre jusqu'à l'ouverture d'un service d'hiver en 1933. En 1939, l'aéroport de Sarrebruck (qui se trouvait au quartier de St. Arnual) a été fermé à cause des conditions difficiles aérodynamiques et des problèmes météorologiques.
Dans la même année, on a voulu ouvrir un nouvel aéroport pour la capitale sarroise au quartier de Sarrebruck-Ensheim (où se trouve l'aéroport aujourd'hui), mais le début de la Seconde Guerre mondiale a empêché ce plan. Après la guerre et un temps de stagnation dans l'évolution des infrastructures, notamment à partir de l'année 1964, le gouvernement sarrois a décidé d'améliorer l'infrastructure et de développer l'aéroport pour faciliter des vols nationaux et internationaux.
En 1972, l'aéroport de Sarrebruck est devenu le 11e aéroport international de l'Allemagne. À cette époque commence l'histoire moderne de l'aéroport: en 1975, la "Lufthansa" a repris ses vols en direction de Francfort et Düsseldorf. Jusqu'en 1998, six millions de passagers ont utilisé l'aéroport de Sarrebruck.
Aujourd'hui, presque 500 000 personnes utilisent l'aéroport chaque année ; en 2005, 486 000 passagers ont décollé et atterri à Sarrebruck. En 2006, le trafic s'est réduit à 414 000 passagers à cause de la nouvelle concurrence de l'aéroport jadis militaire de Deux-Ponts d'où la compagnie allemande Germanwings offrait des vols vers Berlin (Schönefeld). La compagnie TUIfly qui utilisait auparavant l'aéroport de Sarrebruck, a redirigé son trafic vers l'aéroport de Deux-Ponts.
La situation s'est améliorée après la suppression de la liaison entre Deux-Ponts et Berlin par Germanwings et l'intensification de la liaison Sarrebruck-Berlin par AirBerlin, désormais desservie jusqu'à trois fois par jour.
Entre octobre 2012 et janvier 2013, l'engagement d'OLT Express avait ajouté Londres et Vienne à la liste des destinations internationales, avant la déclaration de faillite de la compagnie et la cessation de ses activités.

## Situation
| Berlin · Brandebourg EuroAirport Basel-Mulhouse-Freiburg Freiburg · City Brême Cassel Cologne · Bonn Dortmund Dresde Düsseldorf Erfurt Francfort-Hahn Francfort · sur-le-Main Friedrichshafen Hambourg Hanovre Heringsdorf Karlsruhe · Baden-Baden Leipzig Lübeck Memmingen Munich Münster · Osnabrück Nuremberg Paderborn · Lippstadt Rostock Sarrebruck Stuttgart Sylt Weeze Mannheim |

## Compagnies et destinations
Destinations 2023/24, :
| Compagnies           | Destinations |
| -------------------- | --- |
| Corendon Airlines    | En saison : Antalya |
| Danish Air Transport | Berlin-Brandebourg, Hambourg-H.-Schmidt |
| Eurowings            | En saison : Palma de Majorque |
| Freebird Airlines    | En saison charter : Hurghada |
| SmartLynx Airlines   | En saison charter : - Fuerteventura, - Héraklion-N. Kazantzákis, - Kos, - Las Palmas/Gran Canaria, - Palma de Majorque, - Rhodes-Diagoras, - Ténériffe-Sud Reine Sofia |
| SunExpress           | Antalya En saison : Izmir-A. Menderes |

Actualisé le 30/07/2023

## Fréquentation

### En graphique
Pour des raisons techniques, il est temporairement impossible d'afficher le graphique qui aurait dû être présenté ici.

Voir la requête brute et les sources sur Wikidata.

### En tableau
|                       | 2000    | 2001    | 2002    | 2003    | 2004    | 2005    | 2006    | 2007    | 2008    | 2009    | 2010    | 2011    | 2012    | 2013    | 2014    | 2015    | 2016    | 2017    | 2018    |
| --------------------- | ------- | ------- | ------- | ------- | ------- | ------- | ------- | ------- | ------- | ------- | ------- | ------- | ------- | ------- | ------- | ------- | ------- | ------- | ------- |
| Passagers commerciaux | 482 595 | 480 030 | 461 299 | 458 183 | 459 853 | 486 230 | 420 221 | 349 953 | 517 920 | 469 933 | 491 249 | 452 314 | 425 429 | 405 265 | 399 065 | 469 000 | 428 632 | 401 965 | 360 762 |
| Fret en tonnes        | 365     | 325     | 324     | 502     | 217     | 228     | 172     | 192     | 126     | 104     | 141     | 393     | 648     | 204     | 138     | 107     | 34      | 18      | 52,8    |